# Pfarrer Braun: Drei Särge und ein Baby
Drei Särge und ein Baby ist ein deutscher Fernsehfilm von Wolfgang F. Henschel aus dem Jahr 2006. Es handelt sich um die achte Episode der ARD-Kriminalfilmreihe Pfarrer Braun mit Ottfried Fischer in der Titelrolle.

## Handlung
Die Reederin Susanna Vogelsang soll ihre beiden Ex-Männer ins Grab gebracht haben, was Braun neugierig macht, als in der Nacht des ersten Hochzeitstages auch der dritte Ehemann eines unnatürlichen Todes stirbt. Zur gleichen Zeit flüchtet die hochschwangere Tschechin Leni vor ihrem gewalttätigen Zuhälter und Lebensgefährten Pavel ins Pfaffenberger Pfarrhaus zu Pfarrer Braun, wo wenig später ihr Kind das Licht der Welt erblickt. Bischof Hemmelrath ist entsetzt, weil er bei einem Besuch im Pfarrhaus irrtümlich annimmt, Pfarrer Braun und seine Haushälterin Roßhauptner seien die Eltern. Pfarrer Braun klärt die Vergangenheit der Reederin auf, die nach dem dritten Todesfall im Dorf heftigen Sticheleien (vor allem durch die Mutter ihres ersten Mannes) ausgesetzt ist und nun abwechselnd sehr persönlichen Zuspruch von zwei honorigen Herren, dem örtlichen Bestattungsunternehmer Graf und dem Pathologen Dr. Storz, erfährt. Schließlich kann Pfarrer Braun aufklären, dass Karl Vogelsang von Dr. Storz in den Tod gestoßen wurde und Graf und Dr. Storz gemeinsam den alkoholkranken ersten Mann von Susanne Vogelsang vergiftet haben.

## Hintergrund
Für Drei Särge und ein Baby wurde an Schauplätzen in Sächsischen Schweiz, unter anderem im Elbsandsteingebirge gedreht. Die Erstausstrahlung fand Donnerstag, den 21. September 2006 auf Das Erste und im ORF 2 statt.

Die Dienstorte in der Sächsischen Schweiz
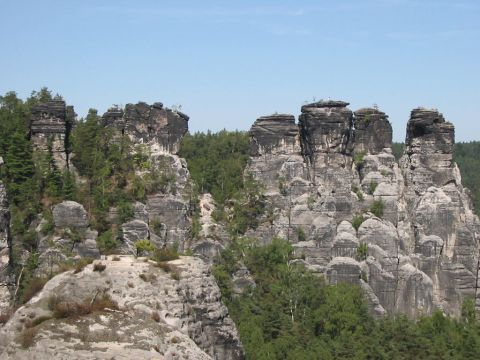
Elbsandsteingebirge
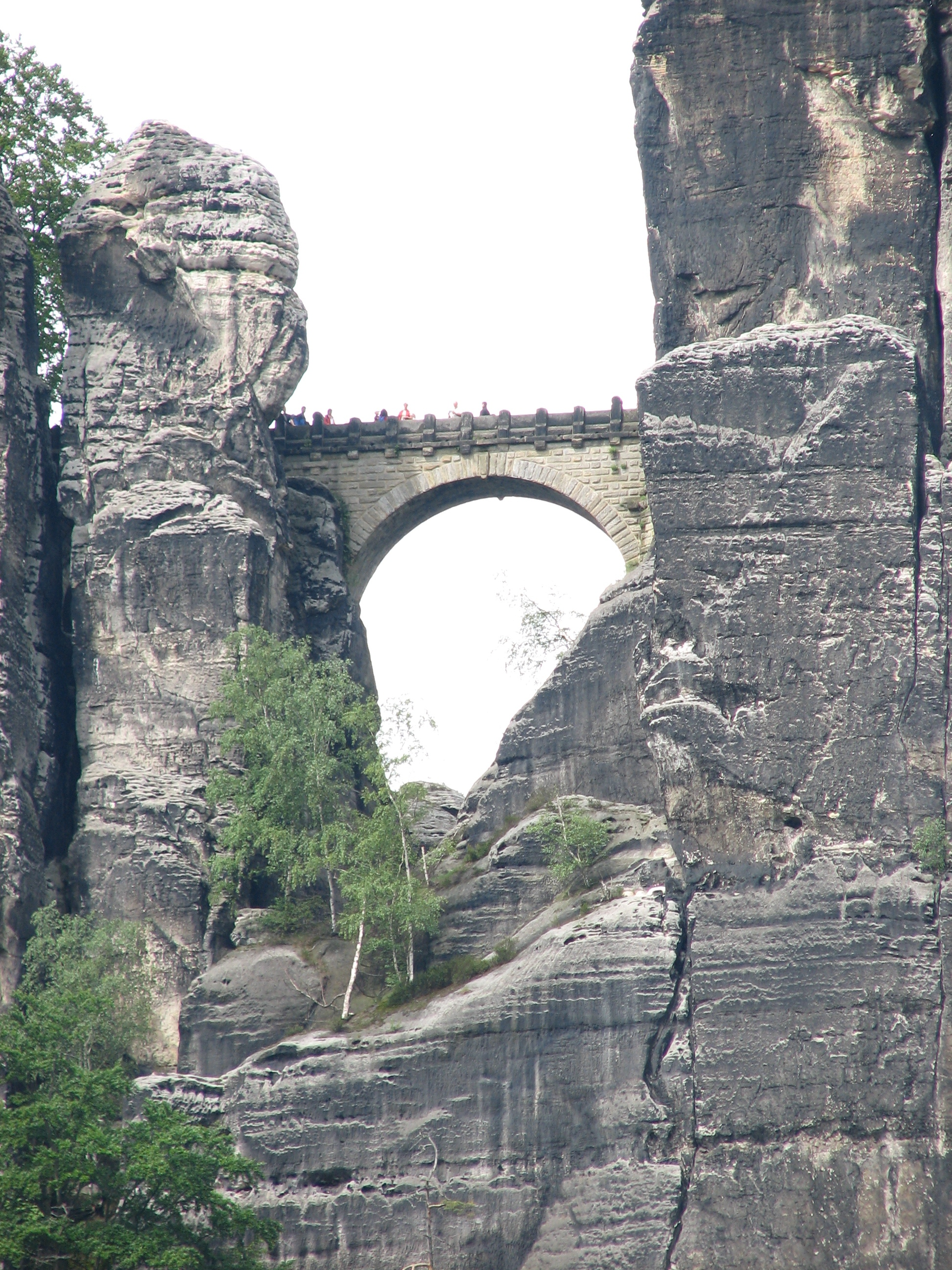
Geiger machte hier ein Survival-Training
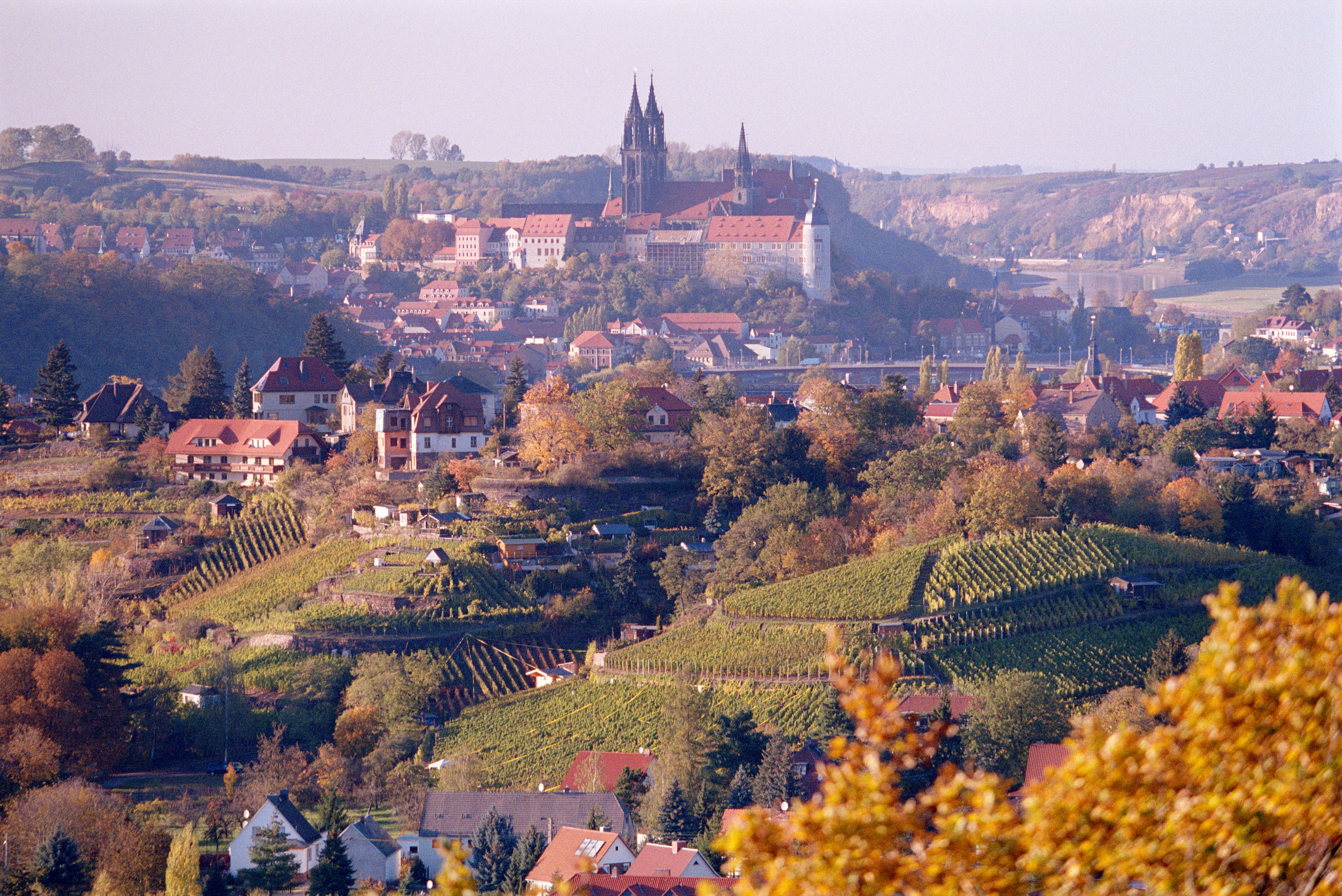
Meißen

## Kritik
Die Kritiker der Fernsehzeitschrift TV Spielfilm gaben dem Film eine mittlere Wertung, sie zeigten mit dem Daumen zur Seite. Sie konstatierten: „Krimi-Nonsens mit Kinderchen-Bonus.“